# Alem-i Nisvan
Pour les articles homonymes, voir Terciman.
Alem-i Nisvan, en tatar de Crimée : عالم نسوان, était un journal publié en langue tatare et caractères arabes entre 1906 et 1912. Le magazine moderne Arzı se revendique comme son héritier.

## Différentes personnalités collaboratrices
- Zühre Akçura.